# Erlach (Leutershausen)
Erlach ist ein Gemeindeteil der Stadt Leutershausen im Landkreis Ansbach (Mittelfranken, Bayern). Die Gemarkung Erlach hat eine Fläche von 6,731 km². Sie ist in 405 Flurstücke aufgeteilt, die eine durchschnittliche Fläche von 16.620,02 m² haben. In ihr liegen neben dem namensgebenden Ort die Gemeindeteile Gutenhard, Schwand, Steinberg und Weihersmühle.

## Geografie
Der Weiler liegt am Erlbacher Bach, der mit dem Erlbacher Mühlbach zum Erlbach, einem rechten Zufluss der Altmühl, zusammenfließt. Die Kreisstraße AN 4 führt nach Erlbach (1,8 km nordöstlich) bzw. nach Brunst (1,6 km westlich). Eine Gemeindeverbindungsstraße führt nach Röttenbach zur Kreisstraße AN 3 (1,7 km südöstlich).

## Geschichte
Erlach gehörte gemäß einer Auflistung von 1830 zu einem „die Brünst“ oder „die Brunst“ genannten, seit dem Mittelalter stellenweise gerodeten umfangreichen Waldgebiet zwischen Leutershausen und Kloster Sulz mit dem Hauptort Brunst. Die Brünst war für ihre gute Rinderviehzucht bekannt; ihre 22 Dörfer galten als reich.
Laut einer Auflistung von 1342 besaß das Kanonikerstift St. Gumbertus Ansbach in Erlach fünf Anwesen. Im 14. Jahrhundert hatte hier auch der Bischof von Würzburg Besitz – eventuell ehemaliger Besitz des Ansbacher Klosters aus jener Zeit, als das Kloster in ein Stift umgewandelt wurde. Gegen Ende des 14. Jahrhunderts ist überliefert, dass ein Gütlein im Weiler dem Amt Spielberg der Grafen von Oettingen gehörte. Der 16-Punkte-Bericht des brandenburg-ansbachischen Amtes Brunst von 1608 spricht von fünf Mannschaften (= Untertanenfamilien) im Ort, die alle dem brandenburg-ansbachischen Kastenamt Colmberg zinsbar und dem brandenburg-ansbachischen (ab 1792 königlich-preußischen) Stadtvogteiamt Leutershausen vogtbar waren. In einem Verzeichnis von 1641 heißt es, dass infolge des Dreißigjährigen Krieges von den fünf Höfen drei seit 1631/32 nicht bewirtschaftet werden; einer sei abgebrannt, einer eingefallen und der dritte öd geworden. Im 16-Punkte-Bericht von 1681 ist von sechs Erlacher Anwesen (ein Hof, fünf Halbhöfe) des Amtes Colmberg die Rede. Sie waren diesem Amt lehen- und gültbar, vogt- und steuerbar aber dem Stadtvogt von Leutershausen; gerichtlich unterstanden sie dem Unteramt Brunst. Daran änderte sich bis zum Ende des Alten Reiches nichts mehr.
Bezüglich der Fraisch war durch den Vergleichsvertrag von 1710, der den diesbezüglichen Streit des hohenlohischen Hauses mit dem Fürstentum Brandenburg-Ansbach beendete, der Weiler dem Markgrafen von Ansbach zugesprochen worden.
Von 1797 bis 1808 unterstand der Ort dem Justizamt Leutershausen und Kammeramt Colmberg.
Im Jahre 1806 kam Erlach an das neue Königreich Bayern. Im Rahmen des Gemeindeedikts wurde Erlach dem 1808 gebildeten Steuerdistrikt Brunst zugeordnet. 1810 entstand die Ruralgemeinde Erlach, zu der Gutenhard, Schwand, Steinberg und Weihersmühle gehörten. Sie war in Verwaltung und Gerichtsbarkeit dem Landgericht Leutershausen zugeordnet und in der Finanzverwaltung dem Rentamt Colmberg. Ab 1858 gehörte Erlach zum Landgericht Schillingsfürst und ab 1862 zum Bezirksamt Rothenburg ob der Tauber (1939 in Landkreis Rothenburg ob der Tauber umbenannt). Die Gerichtsbarkeit blieb beim Landgericht Schillingsfürst (1879 in das Amtsgericht Schillingsfürst umgewandelt), von 1927 bis 1973 war das Amtsgericht Rothenburg ob der Tauber zuständig, das seit 1973 eine Zweigstelle des Amtsgerichts Ansbach ist. Die Finanzverwaltung wurde 1858 vom Rentamt Rothenburg ob der Tauber übernommen (1919 in Finanzamt Rothenburg ob der Tauber umbenannt, seit 1973 Zweigstelle des Finanzamts Ansbach). Die Gemeinde hatte 1964 eine Gebietsfläche von 6,985 km².
Im Zuge der Gebietsreform in Bayern wurde Erlach zum 1. Mai 1978 in die Stadt Leutershausen im Landkreis Ansbach eingegliedert.

## Einwohnerentwicklung
Gemeinde Erlach
| Jahr      | 1818   | 1840   | 1852   | 1855   | 1861   | 1867   | 1871   | 1875   | 1880   | 1885   | 1890   | 1895   | 1900   | 1905   | 1910   | 1919   | 1925   | 1933   | 1939   | 1946   | 1950   | 1952   | 1961   | 1970   |
| Einwohner | 201    | 219    | 197    | 196    | 199    | 183    | 181    | 183    | 207    | 198    | 196    | 183    | 192    | 200    | 209    | 199    | 192    | 171    | 162    | 267    | 242    | 231    | 159    | 139    |
| Häuser    | 41     | 38     |        |        |        |        | 35     |        |        | 35     | 34     |        | 36     |        |        |        | 32     |        |        |        | 29     |        | 30     |        |
| Quelle    | [ 24 ] | [ 25 ] | [ 26 ] | [ 26 ] | [ 27 ] | [ 28 ] | [ 29 ] | [ 30 ] | [ 31 ] | [ 32 ] | [ 33 ] | [ 26 ] | [ 34 ] | [ 26 ] | [ 35 ] | [ 26 ] | [ 36 ] | [ 26 ] | [ 26 ] | [ 26 ] | [ 37 ] | [ 26 ] | [ 20 ] | [ 38 ] |

Ort Erlach
| Jahr      | 001818 | 001840 | 001861 | 001871 | 001885 | 001900 | 001925 | 001950 | 001961 | 001970 | 001987 |
| Einwohner | 38     | 49     | 50     | 50     | 52     | 51     | 47     | 59     | 38     | 31     | 37     |
| Häuser    | 7      | 10     |        |        | 10     | 10     | 8      | 7      | 7      |        | 7      |
| Quelle    | [ 24 ] | [ 25 ] | [ 27 ] | [ 29 ] | [ 32 ] | [ 34 ] | [ 36 ] | [ 37 ] | [ 20 ] | [ 38 ] | [ 1 ]  |

## Religion
Der Ort ist seit der Reformation evangelisch-lutherisch geprägt und bis heute nach St. Wenzeslaus (Weißenkirchberg) gepfarrt. Die Einwohner römisch-katholischer Konfession sind nach Kreuzerhöhung (Schillingsfürst) gepfarrt.